# تکنایت (مینه‌سوتا)
تکنایت، مینه‌سوتا (به انگلیسی: Taconite, Minnesota) یک شهر در ایالات متحده آمریکا است که در شهرستان ایتاسکا، مینه‌سوتا واقع شده‌است.

## خصوصیات
تکنایت ۵۳٫۴۱ کیلومترمربع مساحت و ۳۶۰ نفر جمعیت دارد و ۴۲۶ متر بالاتر از سطح دریا واقع شده‌است.